# 大齒凹腹鱈
大齒凹腹鱈，為輻鰭魚綱鱈形目鼠尾鱈科的其中一種。分布於東南太平洋Salay Gomez海域，屬深海底棲魚類，棲息深度在345-770公尺，體長可達40公分，棲息在大陸坡底層水域，生活習性不明。